# 坦塔克·塞里克
坦塔克·塞里克（英語：Tantek Çelik，20世纪—）是一位土耳其裔的美國電腦科學家，目前任職於Mozilla公司。在這之前塞里克曾擔任過Technorati首席技術長。他創造了微格式。以及階層式樣式表（CSS）規格的主要編輯者之一。

## 教育
塞里克擁有史丹佛大學的電腦科學學士和碩士學位。

## 職業生涯
1997年至2004年他曾在微軟工作，在那裡他領導開發了Macintosh版本的Internet Explorer。1998年至2003年間，他所管理的軟體開發團隊設計和實作了Internet Explorer for Mac版本5的Tasman排版引擎。

## 軼事
坦塔克的Twitter帳號是“T”，只有一個字母。